# Гутьеррес-Самора (муниципалитет)
Гутьеррес-Самора (исп. Gutiérrez Zamora) — муниципалитет в Мексике, штат Веракрус, расположен в регионе Тотонака. Административный центр — город Гутьеррес-Самора. Муниципалитет назван в честь местного уроженца Мануэля Гутьерреса Саморы, который в 1857-1861 годах был губернатором штата Веракрус.